# 2208 Pushkin
2208 Pushkin este un asteroid din centura principală, descoperit pe 22 august 1977 de Nikolai Cernîh.